# Гералд из Камбреа
Гералд из Камбреа (лат. Giraldus Cambrensis, око 1146 – око 1223) познат и као Гералд Велшки био је средњовековни свештеник, хроничар и капелан на двору енглеског краља Хенрија II Плантагената. Стекао је добро образовање од Петра Ждероње па је вршио сложене дипломатске мисије. Пажљиво је бележио оно што је на својим путовањима видео и доживео па његови опису представљају значајне историјске изворе. Посебно су значајни подаци о Велсу и Ирској. Због неких интрига није успео да постане еписком светог Давида. У делу Speculum ecclesiae изложио је оштру критику цркве а написао је и аутобиографију De rebus a se gestis. Његов опус изузетно је обиман а обухвата дела из одласти религије и историографије.

## Дела
- Topographia Hibernica
- Expugnatio Hibernica
- Itinerarium Cambriae
- Descriptio Cambriae
- De instructione principis
- De rebus a se gestis
- De iure et statu Menevensis ecclesiae
- Gemma ecclesiastica
- Speculum ecclesiae
- Symbolum electorum
- Invectiones
- Retractationes
- Speculum duorum

Изгубљена дела
- Vita sancti Karadoci
- De fidei fructu fideique defectu
- Cambriae mappa